# Mémorial aux héros soviétiques
Le Mémorial aux héros soviétiques (en hongrois : Szovjet hősi emlékmű) est un monument dédié aux soviétiques morts pour la libération de Budapest au centre de Szabadság tér, dans le 5e arrondissement de la capitale hongroise. 